# George MacKay
George MacKay (Londen, 13 maart 1992) is een Brits televisie- en filmacteur.

## Carrière
George MacKay werd in 1992 geboren in Londen. Zijn Britse moeder, Kim Baker, is een kostuumontwerpster, zijn Australische vader, Paul MacKay, werkte een tijd als podiummanager en lichttechnicus.
In 2002 werd de tienjarige MacKay aan The Harrodian School in Zuidwest-Londen opgemerkt door een talentenscout. Het leverde hem uiteindelijk een rol op in de film Peter Pan (2003). Als tiener speelde hij nadien ook mee in filmproducties als The Thief Lord (2006) en Defiance (2008). In 2006 vertolkte hij ook de hoofdrol in de driedelige BBC-serie Johnny and the Bomb.
Vanaf de jaren 2010 begon hij steeds vaker hoofdrollen te spelen. Zo had hij belangrijke rollen in de films Private Peaceful (2012), How I Live Now (2013),  Pride (2014) en Captain Fantastic (2016). 
Voor zijn hoofdrol in For Those in Peril ontving hij een Schotse BAFTA Award. In 2019 speelde hij de hoofdrol van korporaal William Schofield in de drievoudig Oscarwinnende speelfim 1917.

## Filmografie
- Peter Pan - Curly (2003)
- The Thief Lord - Riccio (2006)
- Defiance - Aron Bielski (2008)
- The Boys Are Back - Harry (2009)
- Hunky Dory - Jake (2011)
- Private Peaceful - Tommo Peaceful (2012)
- For Those in Peril - Aaron (2013)
- Sunshine on Leith - Davy (2013)
- How I Live Now - Eddie (2013)
- Breakfast With Jonny Wilkinson - Jake Whittam (2013)
- Pride - Joe (2014)
- Bypass - Tim (2014)
- Captain Fantastic - Bodevan (2016)
- Infinite - Sid (2017)
- Marrowbone - Jack (2017)
- Ophelia - Hamlet (2018)
- Where Hands Touch - Lutz (2018)
- Been So Long - Gil (2018)
- True History of the Kelly Gang - Ned Kelly (2019)
- A Guide to Second Date Sex - Ryan (2019)
- 1917 - Korporaal William Schofield (2019)
- Munich – The Edge of War - Hugh Legat (2021)
- I Came By - Toby Nealey (2022)
- Femme - Preston (2023)
- La Bête - Louis (2023)
- The End - zoon (2024)